# Arsenalna (métro de Kiev)
Pour les articles homonymes, voir Arsenal (homonymie).
Arsenalna (ukrainien : Арсенальна) est une station de la ligne Svyatochins'ko-Brovars'ka (M1) du métro de Kiev. Elle est située dans le raïon de Petchersk de la ville de Kiev en Ukraine.
Mise en service en 1960, elle est desservie par les rames de la ligne M1. Le service est arrêté ou perturbé depuis l'invasion de l'Ukraine par la Russie en 2022.

## Situation sur le réseau
Établie en souterrain, la station Arsenalna est une station de passage de la ligne Svyatochins'ko-Brovars'ka (M1) du métro de Kiev. Elle est située entre la station Krechiatik, en direction du terminus ouest Akademmistetchko, et la station Dnipro, en direction du terminus est, Lisova.
Elle dispose d'un quai central bordé par les deux voies de la ligne.

## Histoire

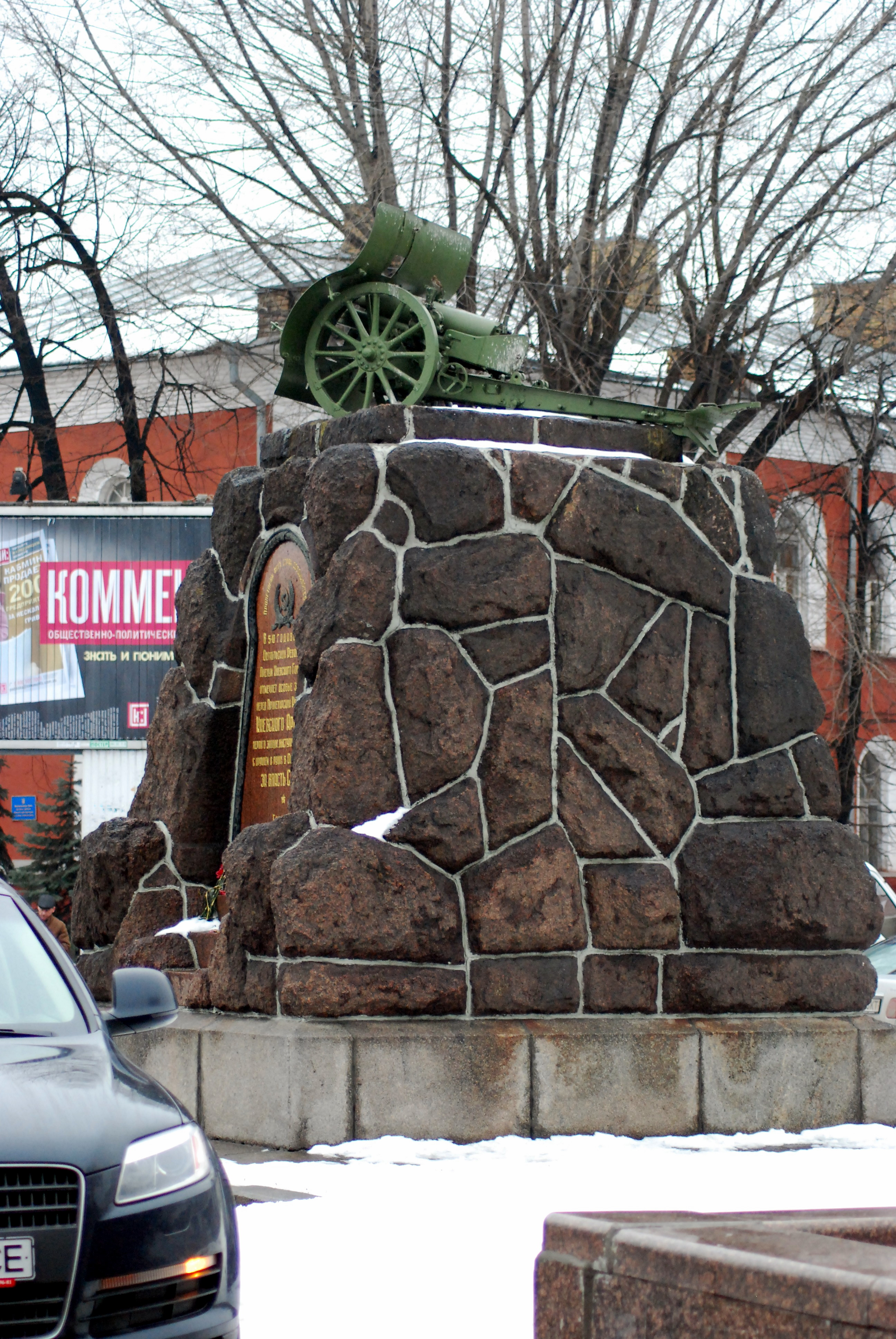
Monument du soulèvement de l'Arsenal devant la station de métro, avant qu'il ne soit modifié par des militants en juin 2019.

Les cinq premières stations de métro de Kiev - Vokzalna, Universytet, Khreshchatyk, Arsenalna et Dnipro - ont été inaugurées le 6 novembre 1960. Le nom de la station fait référence à l'arsenal de Kiev, une usine particulièrement symbolique dans l'histoire de l'Ukraine au XXe siècle. Selon les sources, c'est la station la plus profonde, du monde, ou l'une des plus profondes, avec 105,5 mètres de profondeur.
Pendant l'invasion de l'Ukraine par la Russie en 2022, elle est utilisée comme abri anti-bombes.

Abri 2022
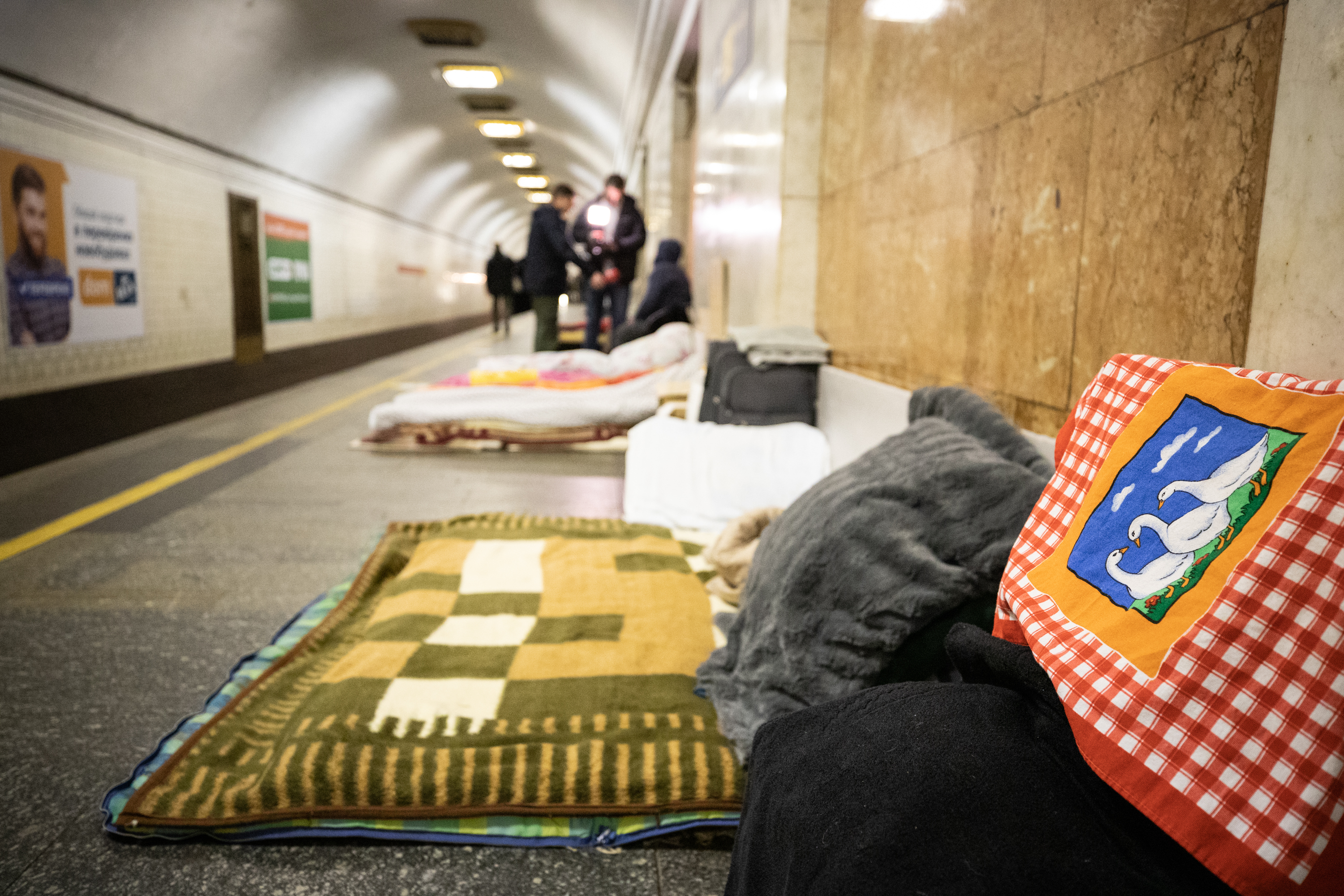
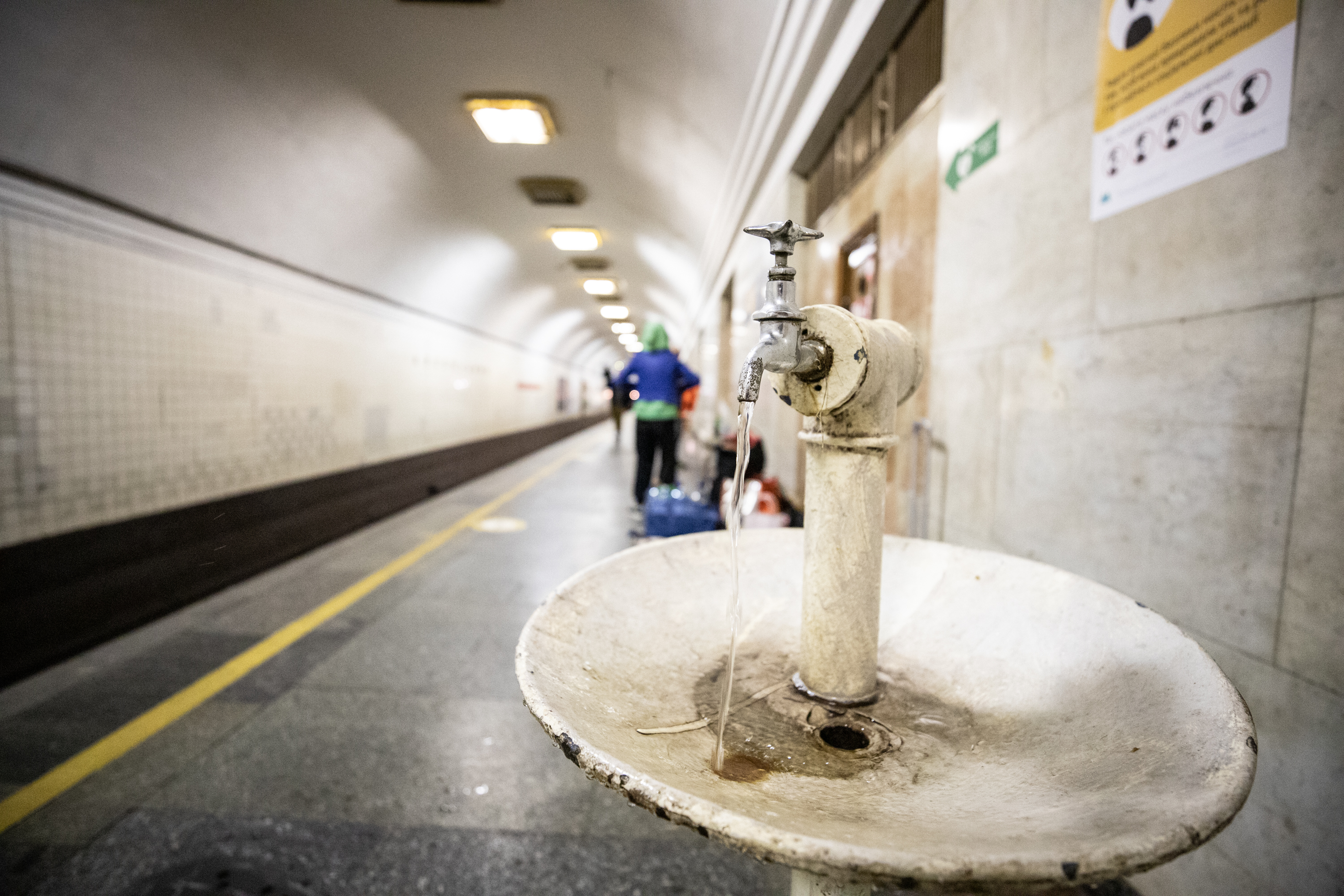
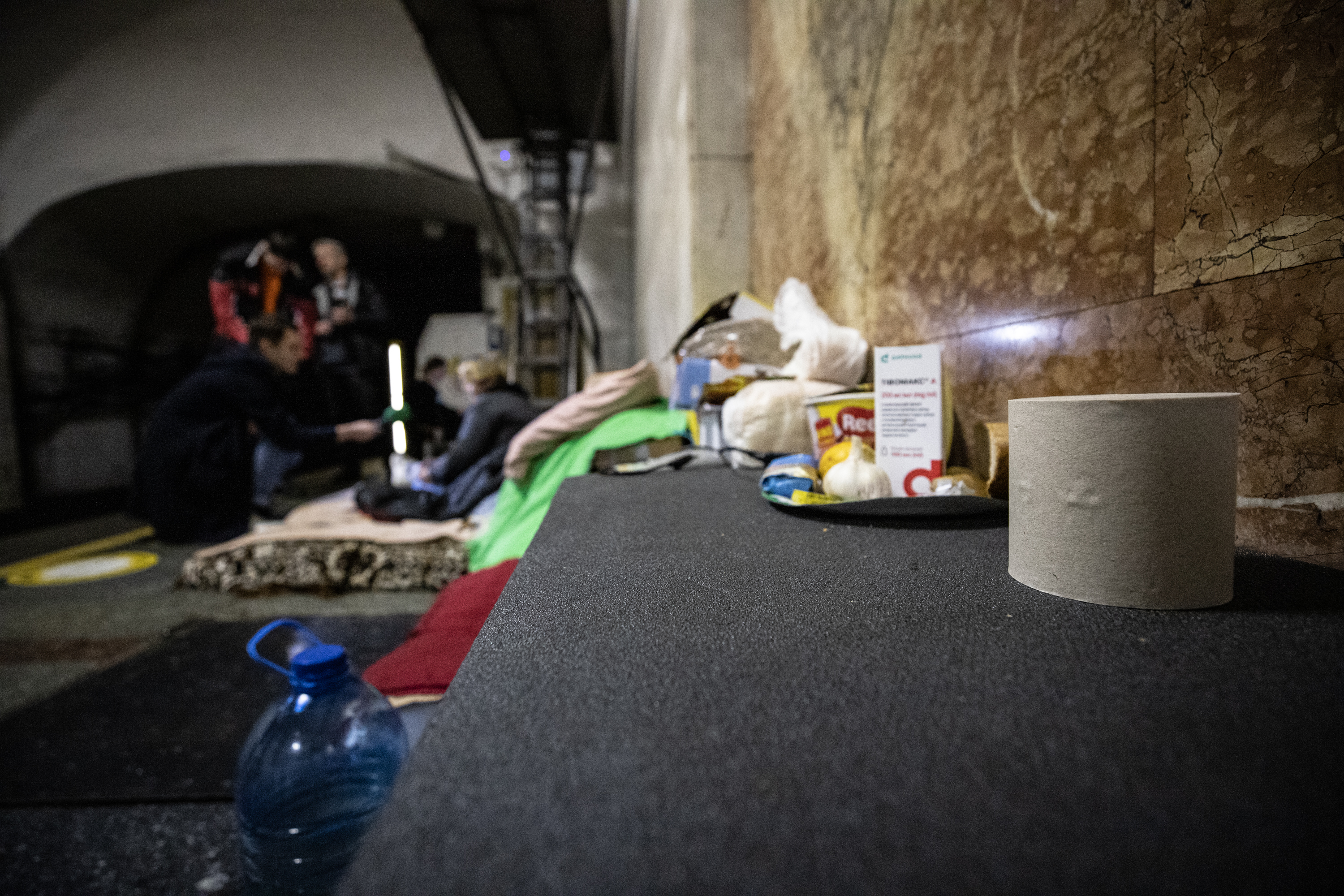

## Services aux voyageurs

### Accès et accueil

Escaliers mécaniques
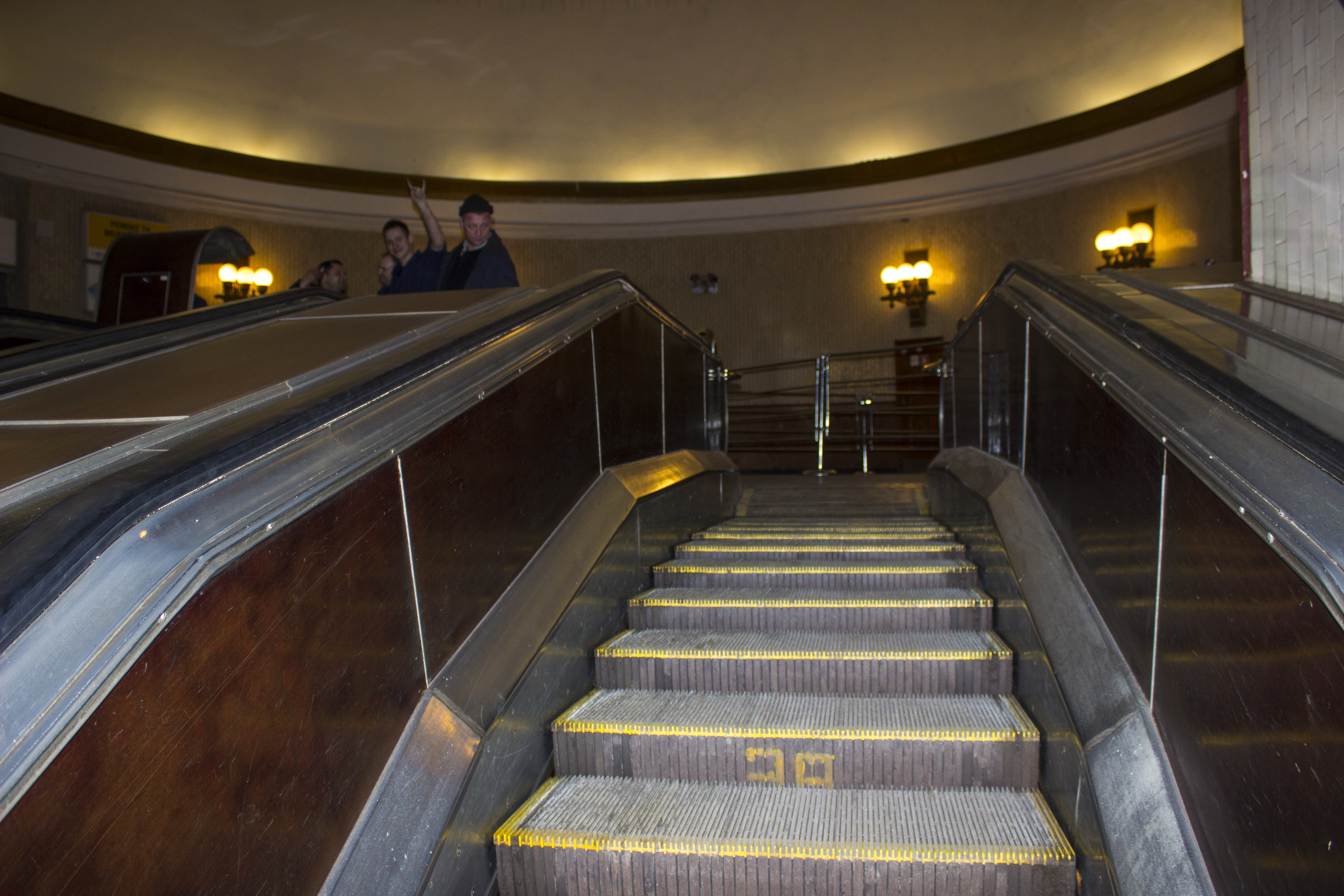
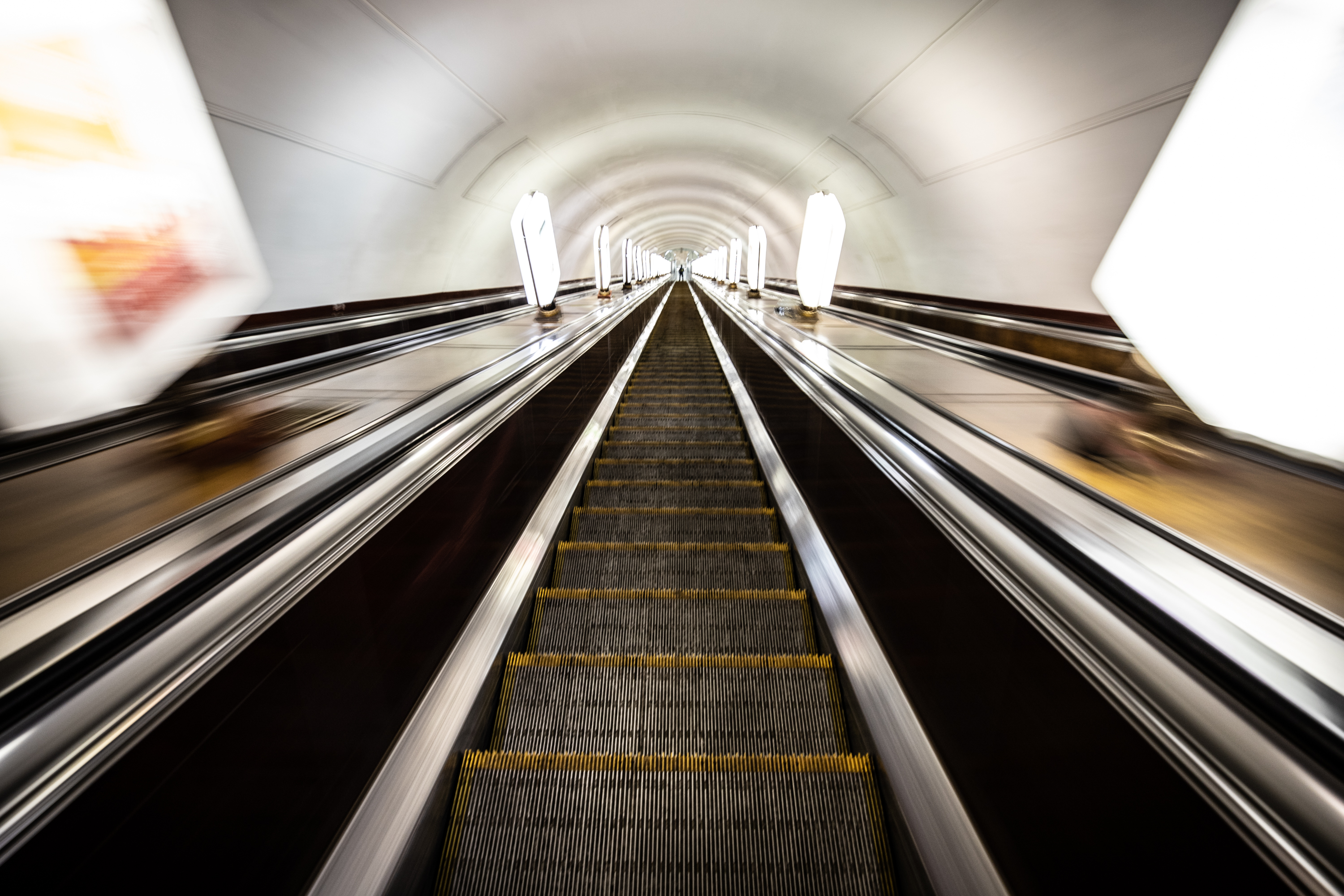
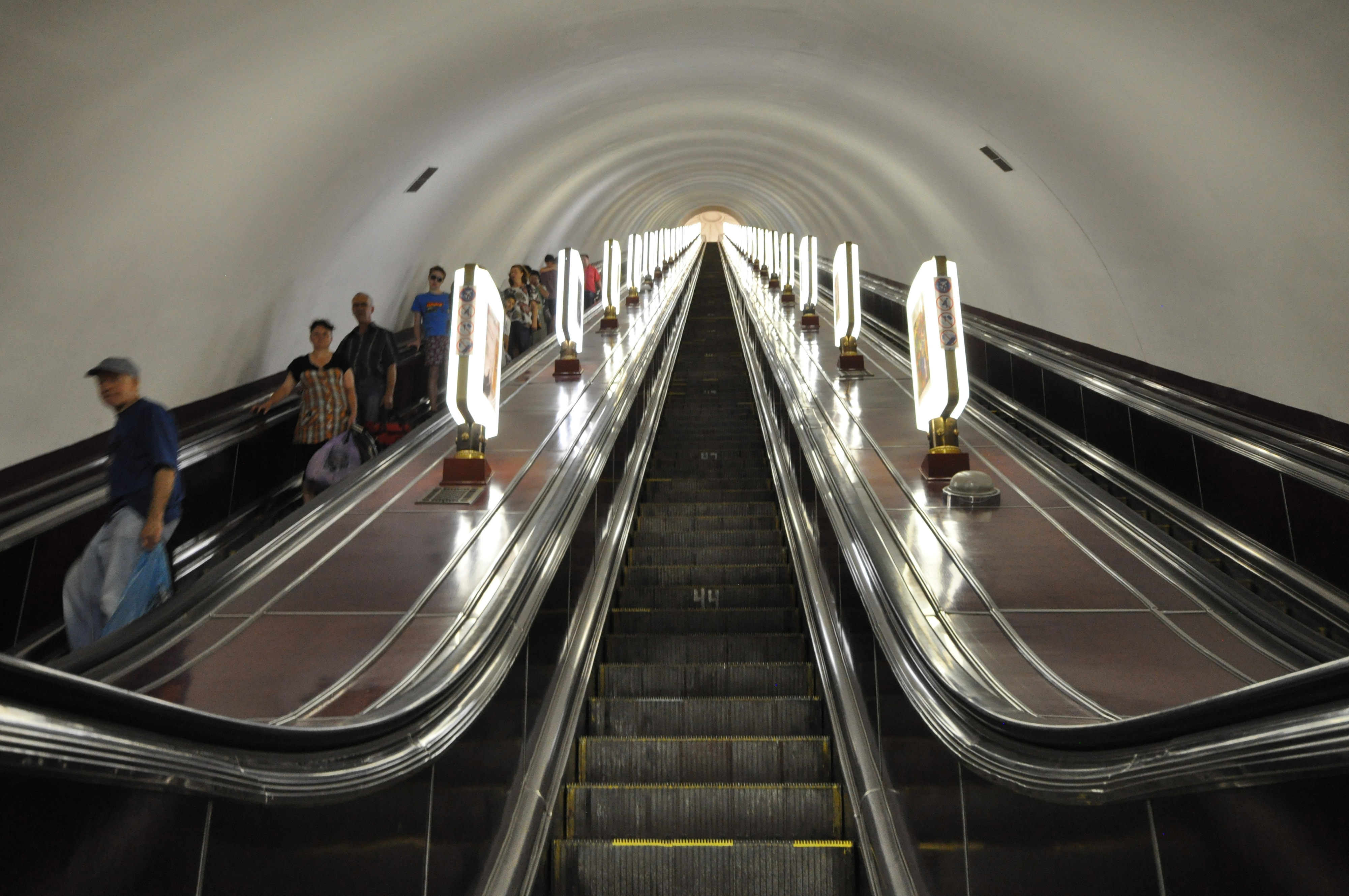

### Desserte
Arsenalna est desservie par les rames de la ligne M1.

Installations
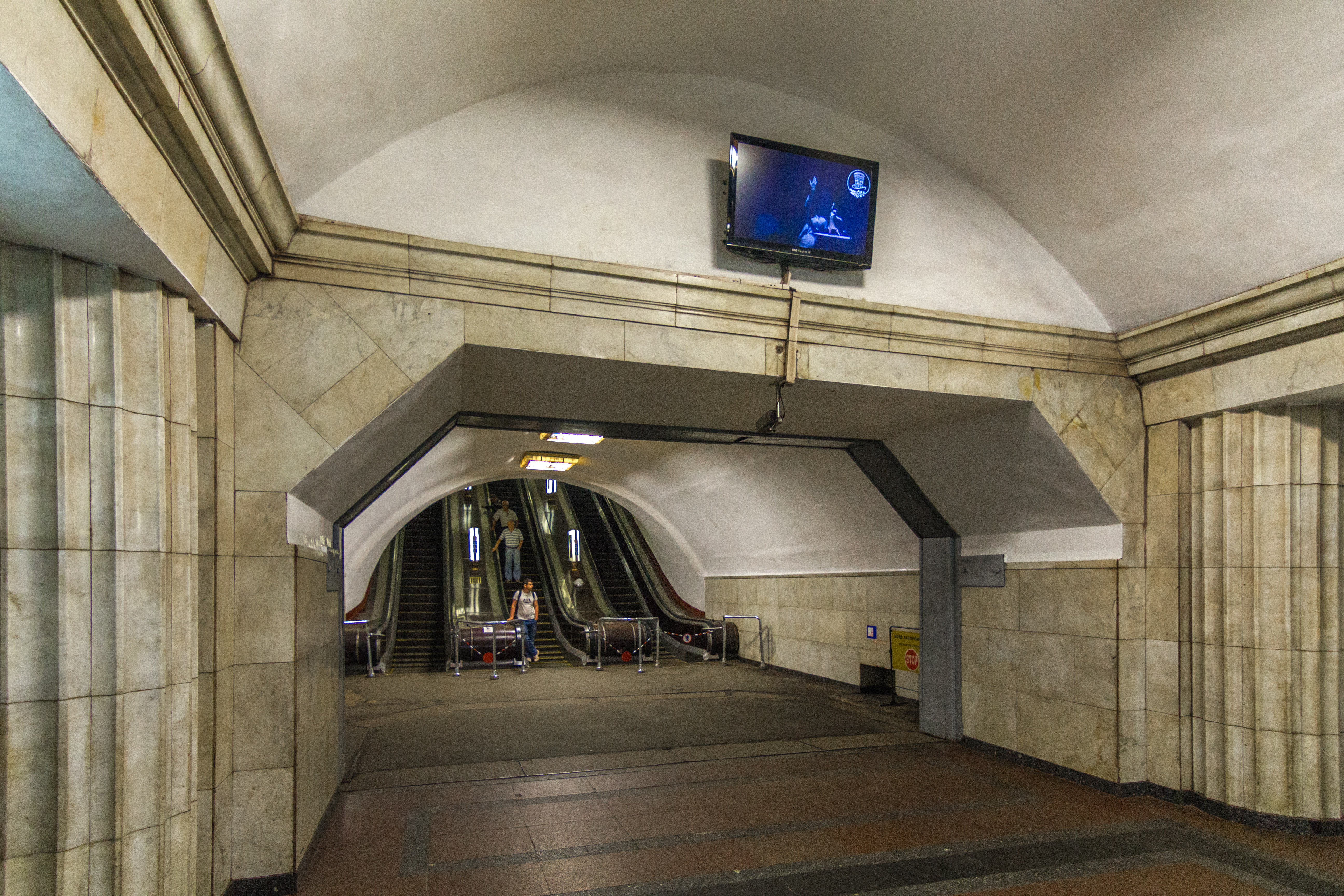
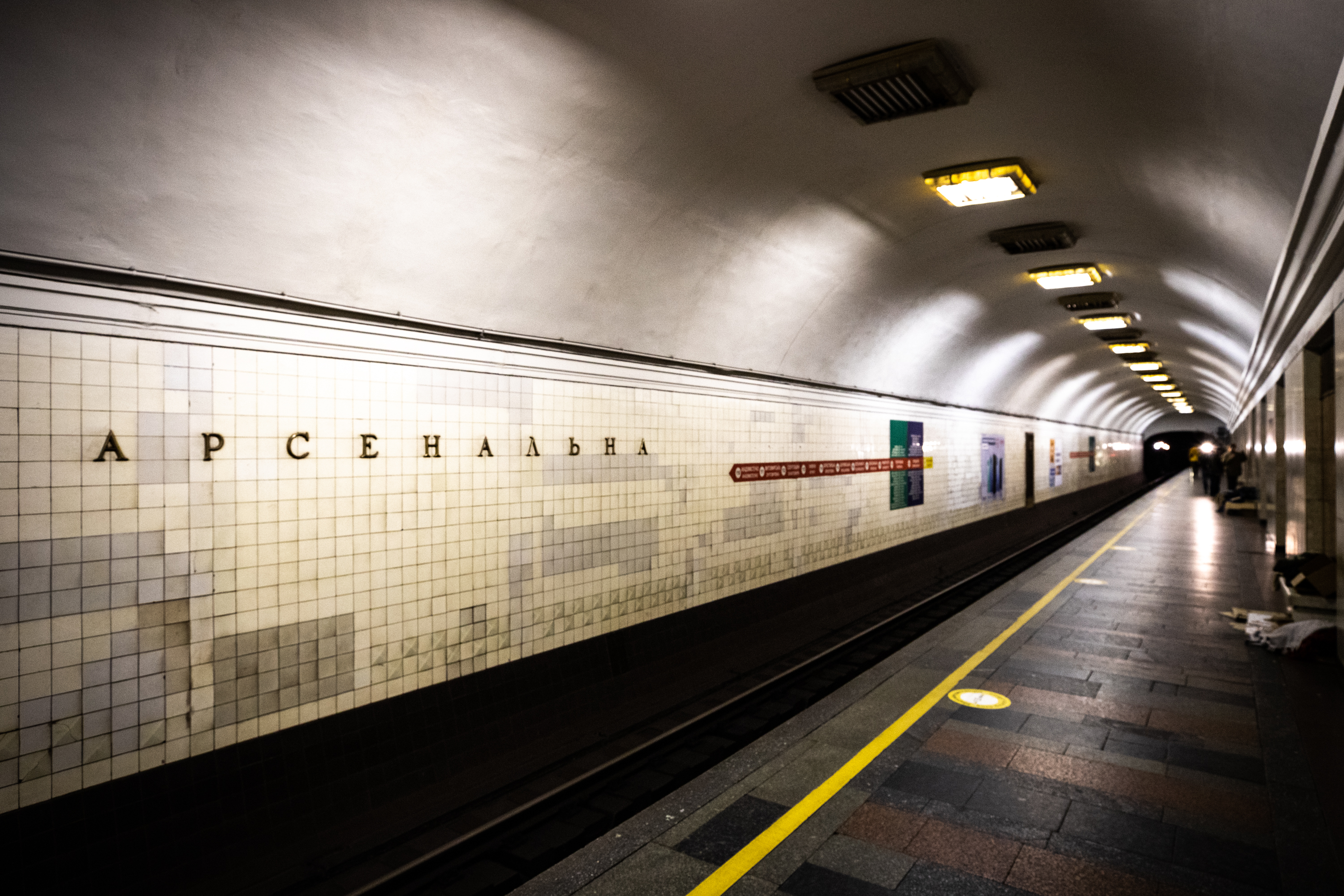
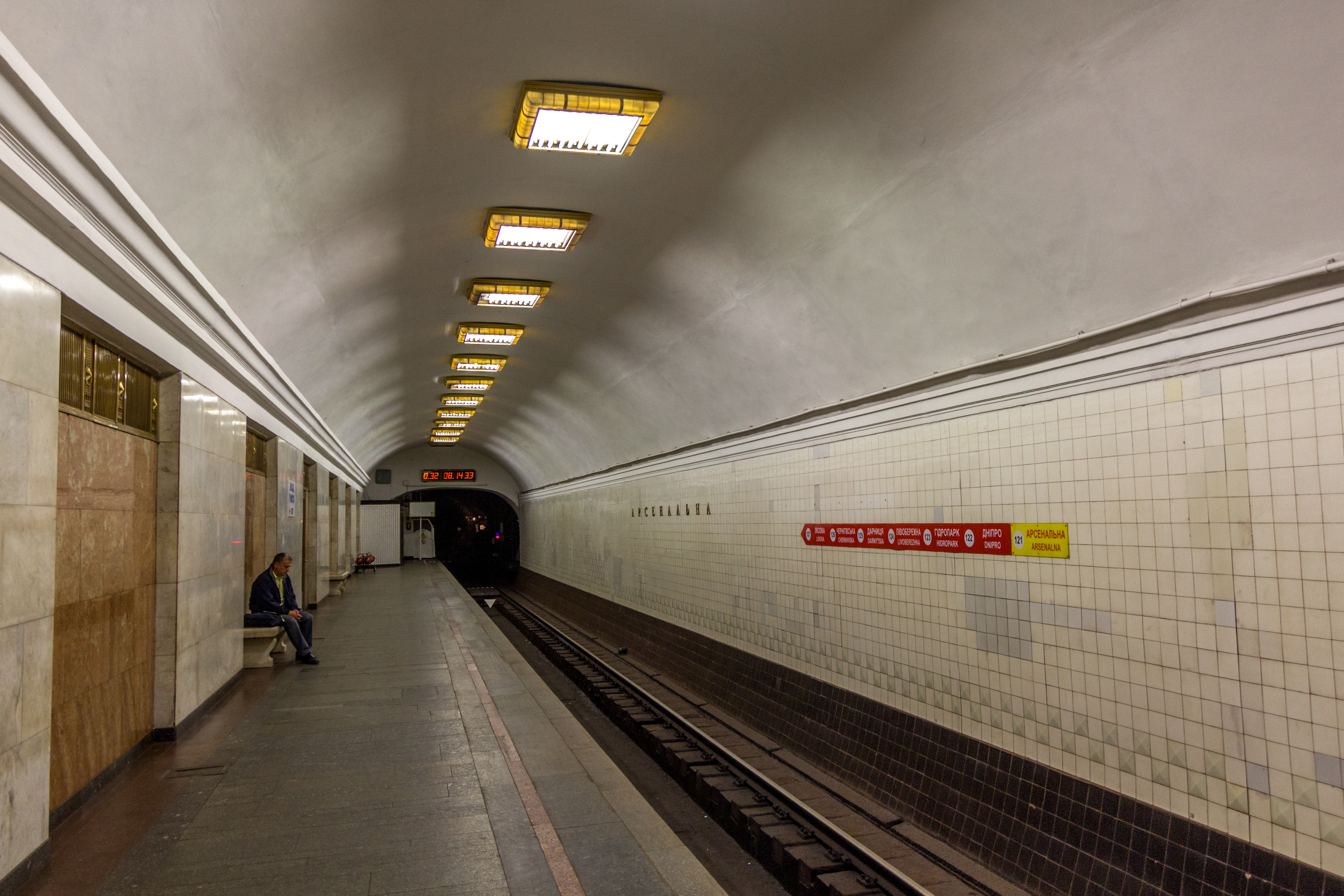